# Wolfgang Hopyl
Wolfgang Hopyl was een drukker die van 1489 tot 1522 actief was in Parijs. Hij was waarschijnlijk afkomstig uit het bisdom Utrecht.

## Biografie
Over de levensloop van Hopyl voor zijn vestiging in Parijs is niets geweten. Hij vestigde zich in 1489 in Parijs in de rue Sain-Jacques in het huis à l’Image de Sainte-Barbe. Het is mogelijk dat hij afkomstig was uit het dorpje Hodenpijl en dat hij een telg was uit de familie Hodenpijl, Hopyl zou dan een Franse verbastering zijn van Hodenpijl en zijn voornaam was dan misschien Wolfaart of Wolfert, maar dat blijft een hypothese die niet kan hard gemaakt worden. Sommigen opperden dat hij eigenlijk een Duitser zou zijn, die zijn opleiding in Utrecht kreeg, maar in het missaal dat hij maakte voor Utrecht, zegt hij in de colofon dat hij de kosten voor het missaal draagt uit liefde voor zijn geboortestreek.
Hij werkte in 1484 misschien al samen met Johannes Higman aan die de Carmen de passione Christi van Mancinus, Dominicus drukte. Het eerste werk dat in 1489 van zijn persen rolde was het Quaestiones in Aristotelis Ethica Nicomachea van Aegidius Delphius (Gilles van Delft). In oktober 1490 verhuisde Hopyl naar la maison du Tresteau et de l'ymaige Sainct Georges, eveneens in de rue Saint-Jacques. Tot in 1500 werkte hij nauw samen met Higman, die in dat jaar overleed. Voor 1501 publiceerde Hopyl een vijftigtal werken In de bibliografie gepubliceerd door Brigitte Moreau zijn voor de 16e eeuw 118 boeken opgenomen.
Hopyl werkte enerzijds voor de Sorbonne en anderzijds voor de geestelijkheid (missalen, breviaria) en devote leken (getijdenboeken). Daarnaast drukte hij ook regelmatig boeken voor andere drukkers: na het overlijden van Higman drukte hij onder meer voor Henri Estienne, die getrouwd was met de weduwe van Johannes Higman, voor Thielman Kerver, Jean Petit en Simon Vostre in Parijs, voor Willem Houtmaert gevestigd in Brussel, voor Arnold en Frans Birckman in Keulen en voor William Breton in Londen.
Volgens de inventaris die werd opgesteld na zijn overlijden op 4 december 1522, was Wolfgang Hopyl een welgesteld man. Hij bezat huizen in de rue Moffetard en de rue Saint-Jacques, landerijen, en wijngaarden in Fontenay-aux-Roses. In zijn huis à l'image de Saint Georges, had hij twee persruimtes, een met twee persen en in de andere stonden drie drukpersen. Uit die inventaris blijkt ook dat hij beschikte over 134 historiae (illustraties) in koper gesneden.

## Werken
- Werken van Hopyl op Incunabula Short Title Catalog.
- Werken van Hopyl op de Gesamtkatalog der Wiegendrucke
- Werken van Hopyl in de BnF.